# شانون بکس
شانون بکس (انگلیسی: Shannon Bex؛ زادهٔ ۲۲ مارس ۱۹۸۰) یک موسیقی‌دان اهل ایالات متحده آمریکا است. وی از سال ۲۰۰۲ میلادی تاکنون مشغول فعالیت بوده‌است.